# Jimme Nordkamp
Jimme Nordkamp (Oldenzaal, 22 september 1996) is een Nederlands politicus namens de PvdA. Hij is sinds 6 december 2023 lid van de Tweede Kamer der Staten-Generaal binnen de GroenLinks-PvdA-fractie. Eerder was hij gemeenteraadslid en wethouder van Losser.

## Levensloop
Nordkamp volgde van 2016 tot juni 2021 bedrijfskunde aan de Hogeschool Saxion in Enschede.
Van 29 maart 2018 tot 7 juni 2022 was hij lid van de gemeenteraad van Losser, waarna hij tot 1 december 2023 wethouder van de gemeente was. Ook was hij van 2019 tot 2021 was hij lid van het bestuur van FNV Jong.

## Verkiezingsuitslagen
| Jaar | Lichaam                 | Partij | Partij               | Pos. | Stemmen | Resultaat     | Resultaat   | Ref. |
| Jaar | Lichaam                 | Partij | Partij               | Pos. | Stemmen | Partij zetels | Individueel | Ref. |
| ---- | ----------------------- | ------ | -------------------- | ---- | ------- | ------------- | ----------- | ---- |
| 2018 | Gemeenteraad van Losser |        | Partij van de Arbeid | 1    | 418     |               | Gewonnen    |      |
| 2022 | Gemeenteraad van Losser |        | Partij van de Arbeid | 1    | 814     |               | Gewonnen    |      |
| 2023 | Tweede Kamer            |        | GroenLinks–PvdA      | 24   | 3,051   | 25            | Gewonnen    |      |